# Tournoi d'ouverture du championnat du Honduras de football 2010
Navigation
Saison précédente Saison suivante
Le Tournoi Apertura 2010 est le vingt-sixième tournoi saisonnier disputé au Honduras.
C'est cependant la 57e fois que le titre de champion du Honduras est remis en jeu.
Lors de ce tournoi, le CD Olimpia a tenté de conserver son titre de champion du Honduras face aux neuf meilleurs clubs honduriens.
Chacun des dix clubs participant était confronté deux fois aux neuf autres équipes. Puis les quatre meilleures se sont affrontés lors d'une phase finale à la fin du tournoi.
Seulement une place était qualificative pour la Ligue des champions de la CONCACAF.

## Les 10 clubs participants
| \| Hispano FC CD Marathon Real España CD Motagua CD Necaxa CD Olimpia CD Motagua CD Necaxa CD Olimpia CD Motagua CD Necaxa CD Olimpia CD Platense CD Marathon Real España Deportes Savio CD Victoria CD Vida CD Victoria CD Vida \| Localisation des clubs. |
| Hispano FC CD Marathon Real España CD Motagua CD Necaxa CD Olimpia CD Motagua CD Necaxa CD Olimpia CD Motagua CD Necaxa CD Olimpia CD Platense CD Marathon Real España Deportes Savio CD Victoria CD Vida CD Victoria CD Vida                               |

| Club            | Stade                             | Capacité | Ville               |
| Hispano FC (en) | Stade Carlos Miranda              | 10 000   | Comayagua           |
| CD Marathon     | Stade Yankel Rosenthal            | 15 000   | San Pedro Sula      |
| CD Motagua      | Stade Tiburcio Carias Andino      | 35 000   | Tegucigalpa         |
| CD Necaxa       | Stade Olympique José Simón Azcona | 5 000    | Tegucigalpa         |
| CD Olimpia      | Stade Tiburcio Carias Andino      | 35 000   | Tegucigalpa         |
| CD Platense     | Stade Excelsior                   | 10 000   | Puerto Cortés       |
| Real España     | Stade Francisco Morazán           | 20 000   | San Pedro Sula      |
| Deportes Savio  | Stade Sergio Antonio Reyes        | 3 000    | Santa Rosa de Copán |
| CD Victoria     | Stade Nilmo Edwards               | 25 000   | La Ceiba            |
| CD Vida         | Stade Nilmo Edwards               | 25 000   | La Ceiba            |

## Compétition
Le tournoi Apertura se déroule de la même façon que les tournois saisonniers précédents, en deux phases :
- La phase de qualification : les dix-huit journées de championnat.
- La phase finale : les matchs aller-retour allant des demi-finales à la finale.

### Phase de qualification
Lors de la phase de qualification les dix équipes affrontent à deux reprises les neuf autres équipes selon un calendrier tiré aléatoirement.
Les quatre meilleures équipes sont qualifiées pour les demi-finales.
Le classement est établi sur le barème de points classique (victoire à 3 points, match nul à 1, défaite à 0).
Le départage final se fait selon les critères suivants :
- Le nombre de points.
- La différence de buts générale.
- La différence de buts particulière.
- Le nombre de buts marqué.

#### Classement
| Rang | Équipe          | Pts | J  | G  | N | P  | Bp | Bc | Diff |
| ---- | --------------- | --- | -- | -- | - | -- | -- | -- | ---- |
| 1    | CD Victoria     | 32  | 18 | 10 | 2 | 6  | 26 | 24 | +2   |
| 2    | CD Marathon     | 31  | 18 | 8  | 7 | 3  | 26 | 18 | +8   |
| 3    | Real España     | 29  | 18 | 7  | 8 | 3  | 28 | 22 | +6   |
| 4    | CD Olimpia (T)  | 28  | 18 | 7  | 7 | 4  | 29 | 19 | +10  |
| 5    | CD Platense     | 26  | 18 | 8  | 2 | 8  | 20 | 22 | -2   |
| 6    | CD Vida         | 25  | 18 | 7  | 4 | 7  | 26 | 23 | +3   |
| 7    | CD Motagua      | 21  | 18 | 5  | 6 | 7  | 21 | 25 | -4   |
| 8    | Deportes Savio  | 21  | 18 | 5  | 6 | 7  | 22 | 30 | -8   |
| 9    | CD Necaxa (P)   | 19  | 18 | 5  | 4 | 9  | 18 | 19 | -1   |
| 10   | Hispano FC (en) | 13  | 18 | 3  | 4 | 11 | 17 | 31 | -14  |

| Légende : Qualifications et relégations | Légende : Qualifications et relégations                  |
| --------------------------------------- | -------------------------------------------------------- |
|                                         | Qualifié pour les demi-finales                           |
|                                         | (T) : Tenant du titre (P) : Promu de la saison 2009-2010 |

#### Matchs
| Résultats (▼dom., ►ext.)                                   | Sav | His | Mar | Mot | Nex | Oli | Pla | Esp | Vic | Vid |
| Deportes Savio                                             |     | 1-0 | 0-2 | 2-2 | 2-1 | 1-1 | 3-1 | 0-0 | 1-0 | 2-1 |
| Hispano FC (en)                                            | 0-0 |     | 2-2 | 2-0 | 0-0 | 1-4 | 1-2 | 1-3 | 2-3 | 1-0 |
| CD Marathon                                                | 1-1 | 0-2 |     | 1-0 | 0-0 | 1-0 | 1-0 | 0-0 | 5-1 | 0-0 |
| CD Motagua                                                 | 1-0 | 2-2 | 3-2 |     | 1-0 | 1-2 | 1-0 | 1-1 | 3-0 | 0-2 |
| CD Necaxa                                                  | 3-1 | 3-0 | 0-1 | 3-0 |     | 0-1 | 2-1 | 1-1 | 0-2 | 1-2 |
| CD Olimpia                                                 | 5-2 | 2-0 | 2-2 | 1-1 | 1-1 |     | 2-0 | 2-2 | 1-2 | 1-0 |
| CD Platense                                                | 2-0 | 2-0 | 2-2 | 2-1 | 1-0 | 1-0 |     | 1-2 | 2-1 | 0-2 |
| Real España                                                | 3-3 | 1-0 | 3-2 | 1-1 | 1-2 | 2-1 | 2-2 |     | 1-2 | 1-0 |
| CD Victoria                                                | 3-1 | 2-1 | 0-1 | 2-1 | 1-0 | 1-1 | 2-0 | 2-1 |     | 1-2 |
| CD Vida                                                    | 4-2 | 4-2 | 2-3 | 2-2 | 2-1 | 1-1 | 0-1 | 1-3 | 1-1 |     |
| - Victoire à domicile - Match nul - Victoire à l'extérieur |     |     |     |     |     |     |     |     |     |     |

### La Phase Finale
Les quatre équipes qualifiées sont réparties dans le tableau final d'après leur classement général, le deuxième affrontant le troisième et le premier affrontant le quatrième lors des demi-finales.
En cas d'égalité sur la somme des deux matchs, c'est la position au classement général qui départage les deux équipes, sauf pour la finale où des prolongations puis une séance de tirs au but ont éventuellement lieu.

#### Tableau
|  |             |            |            |            |             |     |   |        |        |        |        |        |
|  | 1/2 finale  | 1/2 finale | 1/2 finale | 1/2 finale | 1/2 finale  |     |   | Finale | Finale | Finale | Finale | Finale |
|  |             |            |            |            |             |     |   |        |        |        |        |        |
|  |             |            |            |            |             |     |   |        |        |        |        |        |
|  | CD Marathon | (2)        | 2          | 0          |             |     |   |        |        |        |        |        |
|  | CD Marathon | (2)        | 2          | 0          |             |     |   |        |        |        |        |        |
|  | Real España | (3)        | 2          | 2          |             |     |   |        |        |        |        |        |
|  | Real España | (3)        | 2          | 2          | Real España | (3) | 1 | 2      |        |        |        |        |
|  |             |            |            |            |             | (3) | 1 | 2      |        |        |        |        |
|  |             |            | CD Olimpia | (4)        | 1           | 1   |   |        |        |        |        |        |
|  | CD Victoria | (1)        | CD Olimpia | (4)        | 1           | 1   | 0 | 0      |        |        |        |        |
|  | CD Victoria | (1)        |            |            |             |     | 0 | 0      |        |        |        |        |
|  | CD Olimpia  | (4)        | 2          | 1          |             |     |   |        |        |        |        |        |
|  | CD Olimpia  | (4)        | 2          | 1          |             |     |   |        |        |        |        |        |

#### Demi-finales
| Club        | Aller | Retour | Club        | Commentaire |
| CD Victoria | 0-2   | 0-1    | CD Olimpia  |             |
| CD Marathon | 2-2   | 0-2    | Real España |             |

#### Finale
| Match aller     | CD Olimpia          | 1:1   | Real España          | Stade Tiburcio Carias Andino |                           |
| 5 décembre 2010 | 7e José Carlos Días | (1:1) | 4e Luis Roberto Lobo | Arbitrage : Wilson Matute    | Arbitrage : Wilson Matute |

| Match retour     | Real España                                         | 2:1 (a.p.) | CD Olimpia         | Stade Francisco Morazán    |                            |
| 11 novembre 2010 | 87e Christian Samir Martínez · 111e Douglas Mattoso | (0:0)      | 71e Ramiro Bruschi | Arbitrage : Benigno Pineda | Arbitrage : Benigno Pineda |

## Bilan du tournoi
| Tableau d'Honneur     |             |
| Compétition           | Vainqueur   |
| Tournoi Apertura 2010 | Real España |

| Qualifications continentales 2011-2012 |             |
| Ligue des champions                    | Qualifiés   |
| Phase de groupes/Tour Préliminaire     | Real España |

## Statistiques

### Buteurs
| Rang | Nom               | Équipe         | Buts |
| 1    | Jerry Bengtson    | CD Vida        | 12   |
| 2    | Saul Martínez     | CD Victoria    | 11   |
| 3    | Rony Flores       | CD Marathon    | 9    |
| 3    | Douglas Mattoso   | Real España    | 9    |
| 5    | Elroy Smith       | Deportes Savio | 8    |
| 5    | Luis Roberto Lobo | Real España    | 8    |
| 5    | Ramiro Bruschi    | CD Olimpia     | 8    |
| 8    | Rubén Licona      | CD Necaxa      | 7    |
| 9    | 2 joueurs         | 2 joueurs      | 6    |